# Ракообразни
Ракообразните (Crustacea) са подтип безгръбначни трипластни животни от тип Членестоноги.
Тялото им е съставено от главогръд и коремче. Имат 5 чифта крака, 2 чифта пипала и опашка за ходене и плуване. Предният чифт крака служи за хващане и раздробяване на плячката. Главата им е съставена от 5 слети членчета и носи 3 двойки челюсти.
Живеят във вода и (рядко) на сушата. Дишат почти винаги с хриле Повечето видове са свободно живеещи, но са известни и паразити

## Класове
- Branchiopoda – водна бълха и др.
- Cephalocarida
- Malacostraca (Висши ракообразни) – речен рак, езерен рак, поточен рак, мокрица, скарида, омар и др.
- Maxillopoda (Челюстнокраки) – циклопс и др.
- Ostracoda (Мидени рачета)
- Remipedia (Ремипедии)

## Интересно
Най-големите ракообразни са големите морски раци. Толкова са огромни, че между грамадните им предни щипки се побира кон. Наричат ги също „раци на кокили“, защото краката им са дълги. Най-големият документиран такъв е 2,5 m с разперени крака, тежащ 8 kg.
Сред ракообразните най-голям вид е гигантският крив рак, който достига 1,5 m с разтворени крака. Той живее край Японското крайбрежие.

## Описание
Ракообразните са предимно водни обитатели, но се срещат и сухоземни видове. Някои живеят на дъното на водоемите, други са активни плувци, трети са неподвижно прикрепени, а четвърти имат паразитен начин на живот. Сухоземните представители обитават влажна среда (паднали дървета, гниещи пънове и под камъни). В зависимост от устройството им ракообразните се групират на две групи – низши и висши.
Ракообразните са с размери от 0,2 mm до 80 cm. Висшите раци имат 8 гръдни членчета, а низшите от 4 до 40. При много видове хитинизираната кутикула е пропита с варовито вещество и на места е много дебела и здрава.
Характерните белези на ракообразните, които ги отличават от другите членестоноги, са:
- тялото е съставено от различен брой членчета;
- имат 2 двойки антени;
- начленените крайници са съставени от 2 клона, с различен размер и форма;
- главата и гърдите много често са слети в главогръд, който е покрит с твърда хитинова обвивка.

## Речен рак
Речният рак е типичен представител на висшите ракообразни, които имат 5 двойки ходилни крака. Тялото му е ръждивокафяво на цвят и на големина достига до 15 – 20 cm.
Първият чифт ходилни крака завършват с щипки. Те служат за улавяне на храната и защита. Коремчето е съставено от 6 членчета с крайници. При мъжките индивиди първите 2 двойки коремни крачка са видоизменени и се наричат полови. Те участват в предаването на сперматозоиди по време на копулацията. Коремните крачка на женските индивиди са плавателни.
При размножаване женската прикрепва оплодените яйца към коремните си крачка и ги носи до излюпването им. Тя се грижи за малките рачета, които остават известно време върху крайниците ѝ.
Речният рак обитава реки, езера и блата. През деня се крие под камъни до брега и коренища на растения, а през нощта търси храна. Речният рак е всеядно животно.